# Boy Crazy
Boy Crazy er en amerikansk stumfilm fra 1922 af William A. Seiter.

## Medvirkende
- Doris May som Jackie Cameron
- Fred Gamble som Mr. Cameron
- Jean Hathaway som Mrs. Cameron
- Frank Kingsley som Tom Winton
- Harry Myers som J. Smythe
- Otto Hoffman som Mr. Skinner
- Gertrude Short som Evelina Skinner